# جاي روبن كلارك
جاي روبن كلارك (بالإنجليزية: J. Reuben Clark)‏ هو محامي ودبلوماسي أمريكي، ولد في 1 سبتمبر 1871 في يوتا في الولايات المتحدة، وتوفي في 6 أكتوبر 1961.

## معرض صور

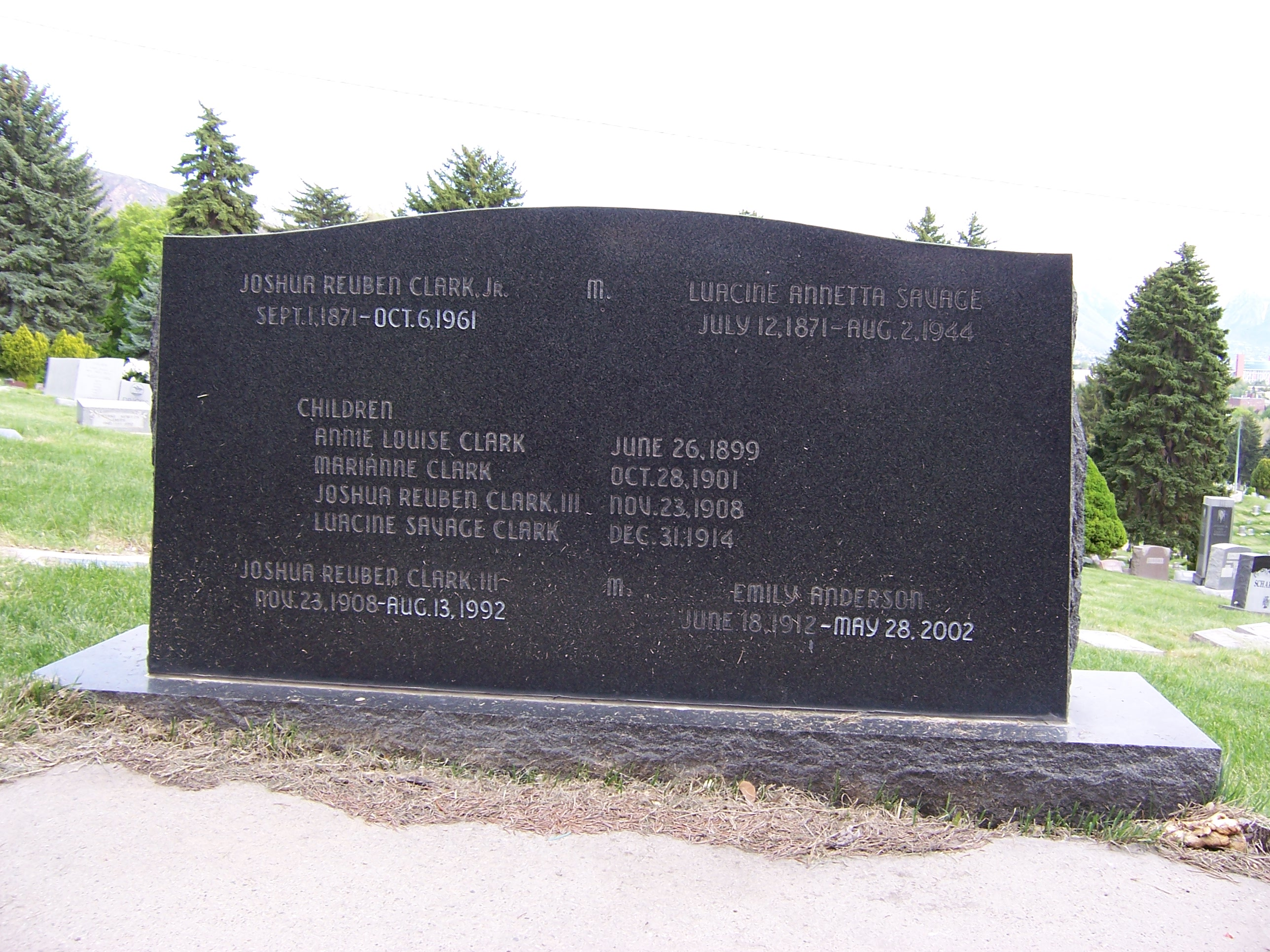
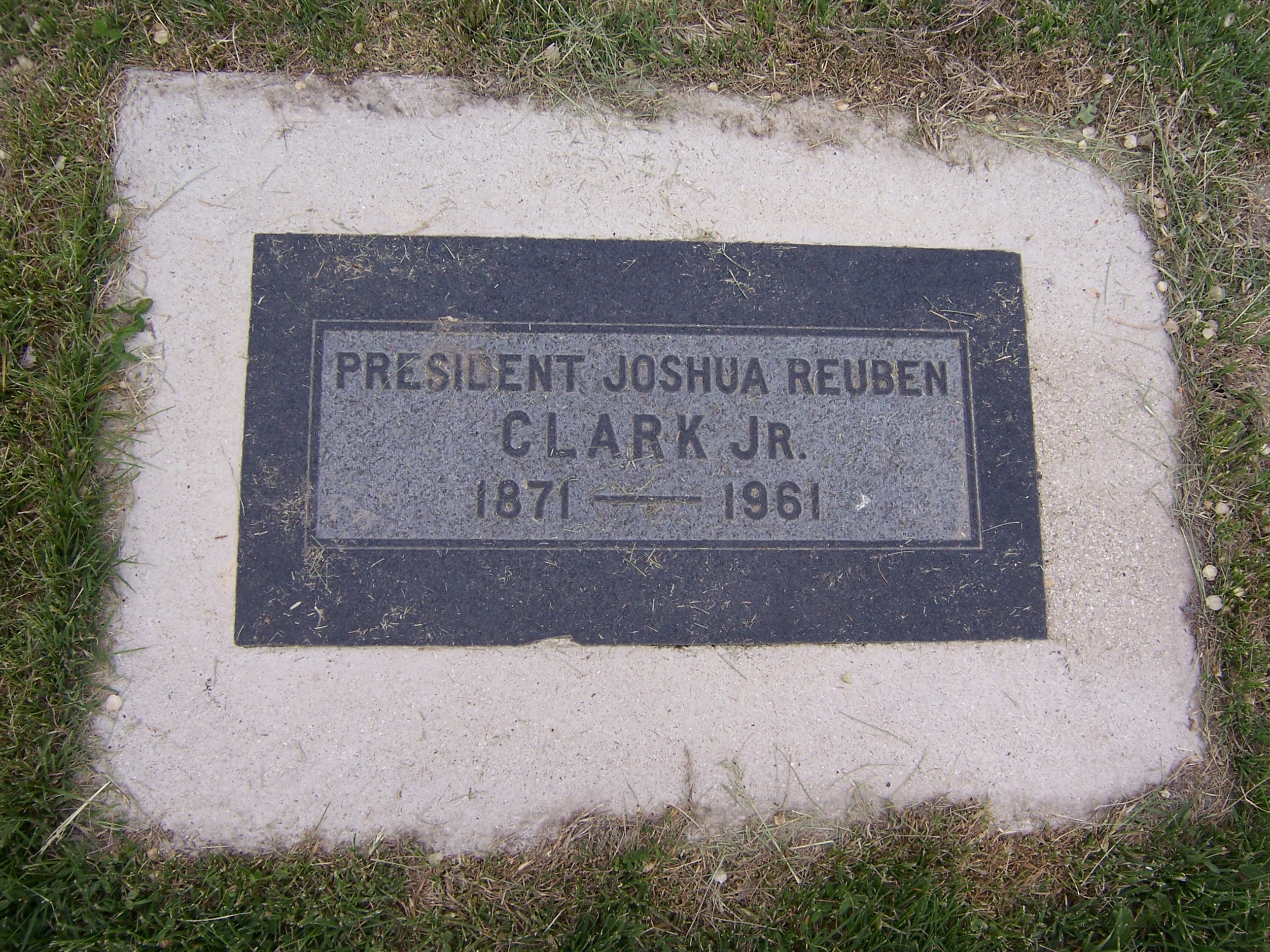
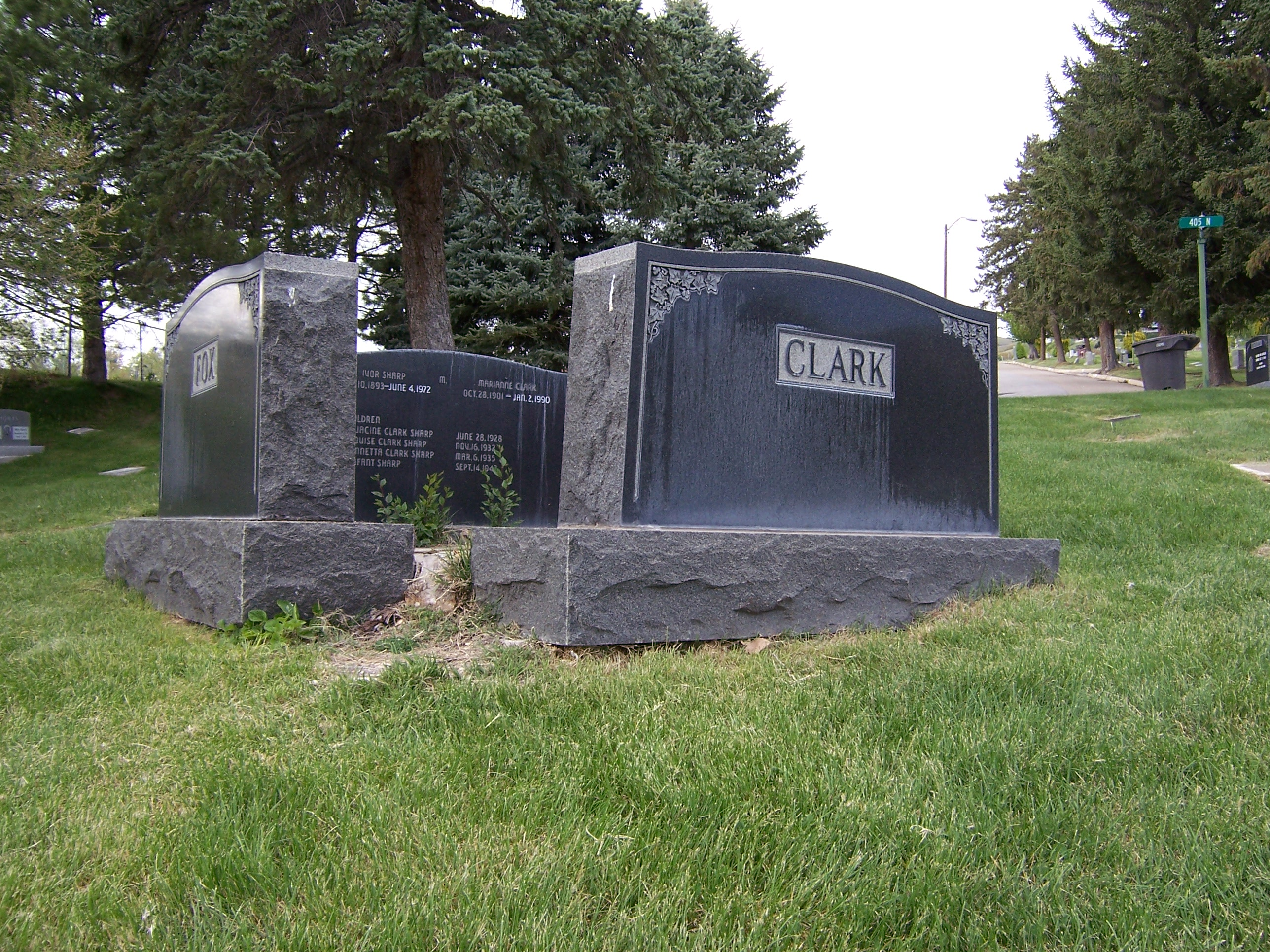